# Кизиљурт
Кизиљурт (рус. Кизилюрт) град је у Русији у Дагестану.

## Становништво
| 1959. | 1970.  | 1979.  | 1989.  | 2002.  | 2010.  |
| ----- | ------ | ------ | ------ | ------ | ------ |
| 3.892 | 13.111 | 21.715 | 33.682 | 30.264 | 32.988 |